# Idaea denticulata
Idaea denticulata là một loài bướm đêm trong họ Geometridae.